# 브라더 베어
《브라더 베어》(영어: Brother Bear)는 2003년 월트 디즈니 애니메이션 스튜디오가 제작한 미국의 만화 영화이다. 월트 디즈니 애니메이션 스튜디오의 44번째 작품으로, 아론 블레이스와 로버트 워커가 감독을 맡았다. 제작은 척 윌리엄스가 맡았고 각본은 탭 머피, 로렌 카메론, 데이비드 호셀튼 등이 맡았다. 성우진으로 호아킨 피닉스, 제레미 수아레스, 제이슨 레이즈, 릭 머래니스 등이 출연했다. 《브라더 베어》는 알래스카 원주민 소년 키나이가 곰으로 변한 뒤 사랑의 의미를 깨닫게 되는 과정을 다룬다. 2003년 11월 1일 미국에서 개봉한 이 영화는 총 제작비 4600만 달러를 들여 2억 5천만 달러를 벌어들였다.

## 줄거리
먼 옛날 북미 대륙에 자연의 정령들을 믿고 사는 부족이 있었다. 그 부족의 일원인 싯카, 디나히, 키나이 삼형제는 키나이의 성인식을 치루는 날 아침 연어 사냥을 다녀온다. 성인식에서 예상과 달리 사랑을 상징하는 곰 토템을 받게 되자 키나이는 실망한다. 성인식을 하고 있는 사이 사냥해온 연어를 넣어둔 바구니를 커다란 곰이 훔쳐간다. 키나이는 바구니를 되찾기 위해 곰을 쫓아가고 산 중턱에서 곰의 공격을 받는다. 키나이를 뒤따라온 싯카와 디나히도 싸우지만 위기에 처한다. 싯카는 나머지 두 형제를 구하기 위해 창으로 빙하를 깨뜨려 곰과 함께 물로 떨어진다. 떨어진 후 싯카는 죽고 곰은 살아서 도망간다. 싯카의 장례식을 치룬 후 키나이는 싯카의 죽음이 곰의 탓이라며 복수를 하러 떠난다. 디나히는 키나이를 말리며 거절했으나 동생이 걱정돼 나중에 뒤쫓아간다. 바위 산 절벽까지 곰을 쫓아간 키나이는 곰과 싸우고 결국 창으로 곰을 찔러 죽이는 데 성공한다. 그 순간 하늘에 먹구름이 드리우며 산에 안개가 낀다. 파란 빛이 하늘에서 내려와 곰의 시체를 덮고 키나이가 다가가자 오로라가 펼쳐진다. 그 속에서 흰머리수리의 모습을 한 싯카의 환영이 키나이를 하늘로 떠올려 곰으로 변신시킨다. 안개가 걷힌 뒤, 곰으로 변신한 키나이와 그의 찢어진 옷 조각을 본 디나히는 곰이 키나이를 죽인 것으로 오해하고 동생의 복수를 다짐한다. 그 사이 키나이는 시야가 흐릿한 채 허둥대다 절벽 아래로 떨어져 강물에 떠내려 간다.
떠내려 간 키나이는 정신을 잃고 깨어난 자리에서 부족의 주술사, 타나나를 만난다. 키나이는 타나나와 대화해보려 하지만 타나나는 곰의 말을 알아들을 수 없다며 빛이 땅과 만나는 곳을 찾아가라고 조언해 준 뒤 사라진다. 멍하게 앉아있던 키나이는 누군가 말다툼을 하는 소리를 듣고 찾아간다. 다람쥐가 싸우는 말을 들은 키나이는 동물의 말을 할 수 있다는 것을 알게 된다. 근처를 거닐던 키나이는 나무에 걸려있던 올가미 덫에 걸린다. 엄마와 떨어진 아기곰 코다를 만나 그의 도움으로 덫에서 벗어난다. 덫을 확인하러 온 사냥꾼이 디나히인 것을 확인한 키나이는 코다와 함께 빙하 틈 사이로 도망가 디나히를 따돌린다. 빛과 땅이 만나는 곳을 찾으러 가야하는 키나이는 헤어져서 각자 갈 길을 가자고 제안하지만 코다는 그 곳이 연어 사냥을 하는 곳 근처라며 안내해주겠다고 한다. 발자국을 따라오는 디나히를 따돌리기 위해 둘은 매머드 무리 위에 타고 연어 사냥을 하는 곳에 도착한다.
수많은 곰들과 연어 사냥 즐기던 둘은 밤이 되고 서로의 이야기를 나누는 시간이 되자 그 곳에서 코다의 이야기를 듣는다. 코다가 엄마를 잃은 이야기를 들은 키나이는 자기가 죽인 곰이 코다의 어미곰임을 깨닫고 죄책감과 공포에 도망친다. 영문을 알 수 없던 코다는 키나이를 따라가 키나이의 자백을 듣는다. 키나이의 말에 충격을 받은 코다는 울며 도망간다. 코다를 쫓아온 키나이는 미안하다고 말하며 빛과 땅이 만나는 곳인 산 위로 떠난다. 혼자 나무 위에서 울던 코다는 지나가던 말코손바닥사슴 형제, 투크와 러트가 싸우고 화해하는 것을 보고 키나이를 뒤쫓아간다.
한편, 산 위에 도착한 키나이는 커다란 바위 위에 있는 그림자를 발견한다. 키나이는 싯카의 그림자인 줄 알고 다가가지만 그것은 디나히의 그림자였고 둘은 싸우게 된다. 디나히를 다치지 않게 하며 싸우던 키나이가 죽을 위기에 처한 순간 코다가 나타나 디나히의 창을 물고 도망간다. 키나이는 코다를 지키기 위해 디나히를 막아선다. 디나히가 창을 겨누는 순간 하늘에서 오로라가 펼쳐지며 싯카의 정령이 내려와 키나이를 빛으로 감싼다. 키나이는 다시 인간으로 변하고 디나히와 재회한다. 그 사이 겁을 먹은 코다를 발견하고 키나이가 다가가 안심시킨다. 키나이는 코다에게는 자신이 필요하다며 곰으로 살아가기를 택한다. 정령의 힘으로 키나이가 다시 곰으로 돌아오는 사이 코다도 어미곰의 정령과 재회한다. 사랑을 상징하는 곰 토템의 의미를 깨달은 키나이가 부족으로 돌아가 선조들이 한 것처럼 동굴 벽에 곰 발바닥 자국을 남기며 영화는 끝난다.

## 등장인물
키나이(Kenai)
성우-호아킨 피닉스(Joaquin Phoenix), 김승준
- 곰을 죽인 죄로 정령들에 의해 곰으로 변해버린 인디언 청년

처음에는 곰을 생각이 없는 존재라고 생각하고 감정에 치우쳐 행동했지만
코다를 만나고 나서 대자연의 이치를 알아 사랑과 생명의 소중함을 깨닫는다.
코다(Koda)
성우-제레미 수아레즈(Jeremy Suarez)
- 수다스럽고 장난끼 많은 아기곰, 키나이를 만나면서 점점 형제처럼 되어간다.

싯카(Sitka)
성우-D.B.스위니(D.B. Sweeney), 김준
- 키나이의 큰 형, 누군가를 이끈다는 의미의 독수리 토템을 받았으며 어느날 두 동생들을 곰의 습격으로부터 지키다가 목숨을 잃게 되는데 영혼은 '위대한 정령들'의 일부가 되어 키나이가 곰을 죽인 죄값을 치르고 진정한 의미의 '사랑'을 알게 하기 위해 키나이를 곰으로 변하게 한다. 극중 내내 키나이를 지켜보거나 인도한다.

디나히(Denahi)
성우-제이슨 레이즈(Jason Raize), 이규화
- 키나이의 둘째 형. '지혜'를 상징하는 늑대 토템을 받았으며 키나이와는 티격태격 하는 사이. 후에 키나이가 싯카의 원수를 갚기 위해 곰과 싸우러 가는데, 키나이가 곰으로 변한 모습을 보고 키나이가 곰에 의해 죽었다고 오해하여,아이러니하게 키나이를 쫓아 복수하러 가게 된다.

투크(Tuke)
성우-데이브 토마스(Dave Thomas), 이인성
- 사슴. 러트의 형.

러트(Rutt)
성우-릭 모라니스(Rick Moranis), 서문석
타나나(Tanana)
성우-조엔 코프렌드(Joan Copeland), 임수아
- 키나이가 사는 마을의 무당. '위대한 정령'이나 죽은 사람의 영혼과 이야기를 하여 마을 사람들에게 전해주거나, 성인이 된 사람에게 그의 인생에 맞는 토템을 주기도 한다. 키나이가 곰으로 변한 후, 그에게 빛과 땅이 만나는 곳에 가라고 말해준다.

터그(Tug)
성우-마이클 클라크 덩컨, 이봉준
- 곰들이 모여 사는 '서몬 런'에서의 곰들의 리더 같은 존재. 몸집이 아주 커서 그 곳의 곰들을 지키는 역할도 하는 모양이다. 코다와는 굉장히 친한 친구. 키나이를 곰들의 무리에 낄 수 있도록 도와준다.

## 음악
- "Great Spirits"

노래:마크 만시아
키나이 삼형제가 키나이의 토템을 받기 위해 타나나가 있는 곳으로 가는 과정에서 알래스카의 광활한 자연 풍경이 드러나고, 여러 동물들이 등장한다.
모든 생명은 이 위대한 조상들(Great Spirits)가 지켜주고 있다는 것을 보여주는 노래이기도 하다.
- "Transformation"

키나이가 곰을 죽인 죄로 위대한 조상들의 벌을 받아 곰이 되는 장면에서 나오는 음악이다.
영화에서 나오는 곡은, 필 콜린스가 만든 가사를 이누이트 언어로 번역하여 부른 것이다. 참고로 필 콜린스 자신이 부른 버전도 있다.
- "On My Way"

노래:필 콜린스
코다가 키나이와 함께 여행을 가며 흐르는 노래, 이 여행을 계기로 키나이는 한층 코다와 친해지게 된다.
영화 내에서 코다가 길을 가며 부르는 노래이나, 필 콜린스의 목소리로 부르는 것으로 바뀐다.
- "Welcome"

노래:필 콜린스
키나이와 코다가 서몬 런에 도착하여 곰들이 생선을 먹으며 신나게 노는 장면이다.
여기서 키나이는 자신의 토템인 '사랑'의 본질에 대해 깨닫기 시작한다.
- "No Way Out"

노래:필 콜린스
키나이가 코다에게 엄마를 죽인 것이 자신이라고 고백하는 장면에서 흐르는 노래.
- "Look Through My Eyes"

노래:필 콜린스
엔딩크레딧과 함께 나오는 노래. DVD에는 필 콜린스가 이 노래로 만든 뮤직 비디오도 삽입되어 있다.

## 그외
- 키나이가 코다에게 자신의 잘못을 고백하는 신은 원래 노래가 아니라 대화하는 장면이었다. 그 숨겨진 장면은 DVD특집에 있다.

- 엔딩에서는 본편에 나오지 않았던 본편 이후로 추측되는 장면들을 담았다. 그리고 엔딩 크레딧이 다 올라간 후에 숨겨진 장면이 있으며, DVD에는 본편에서의 NG장면도 수록되어있다.